# Óstraco

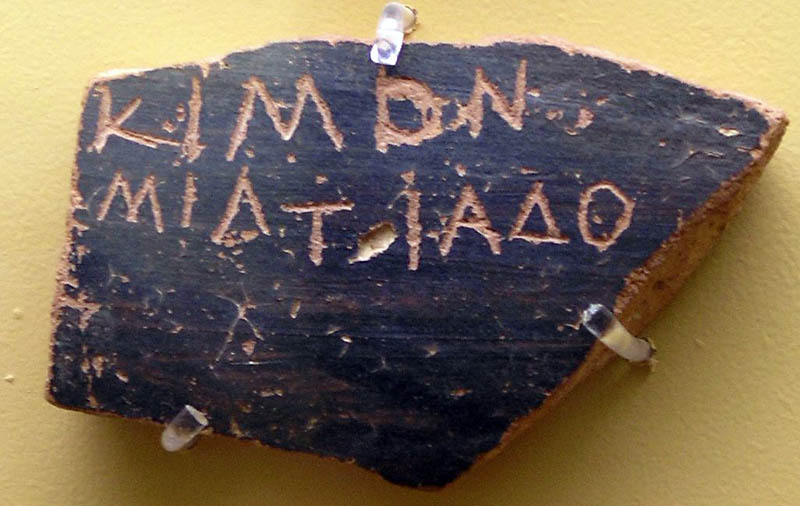
Óstraco de Címon, estadista ateniense, onde se lê o seu nome (Κίμων ο Μιλτιάδου)

Óstraco ou óstracon (em grego: όστρακον, ostrakon, plural όστρακα, ostraka) é um fragmento de cerâmica (ou pedra), normalmente quebrado de um vaso. Essas peças eram usadas para documentar procedimentos oficiais, mensagens, curtas, notas e avisos principalmente por serem um material mais barato do que papiro ou couro, graças à sua durabilidade um grande número de peças foram preservadas.
Na Grécia Antiga, em Atenas o fragmento de cerâmica era usado para votar se uma pessoa deveria ser punida com o ostracismo.

## Sítios
Os óstracos existentes  podem ser encontrada em várias regiões do Oriente Próximo, especialmente na região do Levante. Uma centena de óstracos foram descobertas na cidade israelita de Samaria.
Embora relacionados aos locais no Egito que tiveram um período de dominação romana, os fragmentos foram encontrados em vários lugares além da área de dominação como Dura Europo, na Síria, Masada em Israel, Bu Njem (atualmente Golaia), na Líbia e Jerba e Cartago, na Tunísia.
Os mais conhecidos óstracos encontrados na Palestina são as Cartas de Laquis que compreendem 21 óstracos encontradas no sítio de Tel Duveir entre 1932 e 1938. Todas datam do fim do período de ocupação judaíta em Laquis antes de sua destruição pelas mãos de Nabucodonosor II em 586 a.C.

## Galeria

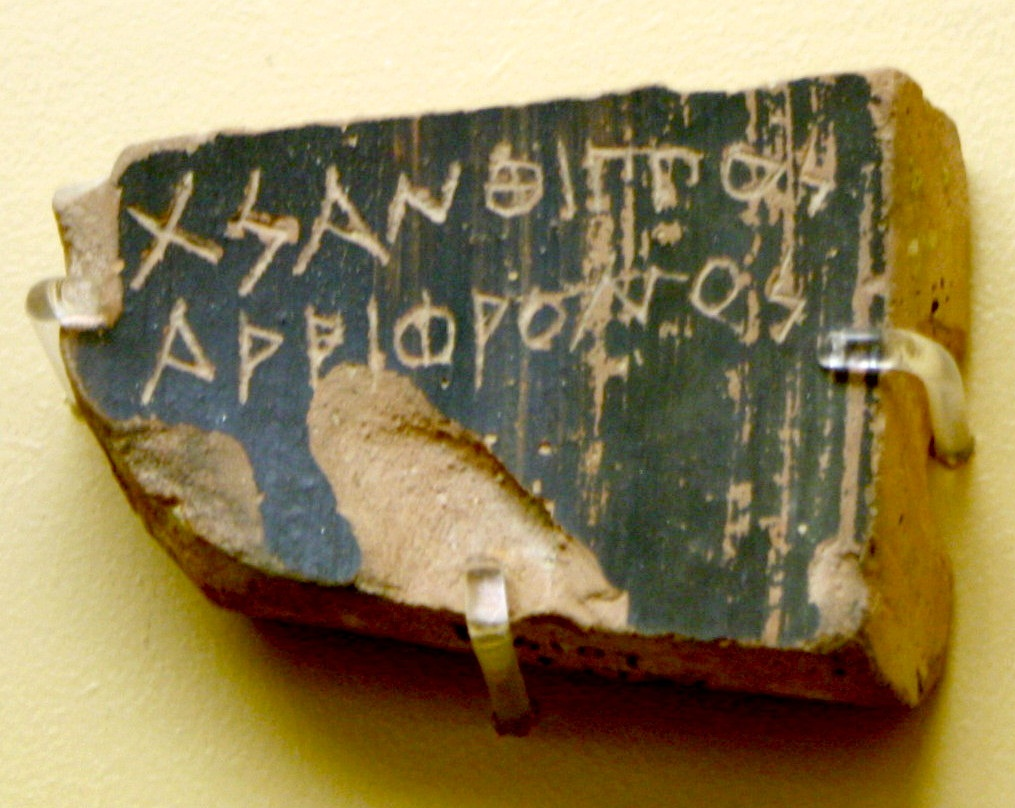
Óstraco ateniense com o nome do político Xantipo que foi condenado ao ostracismo em 484 a.C.
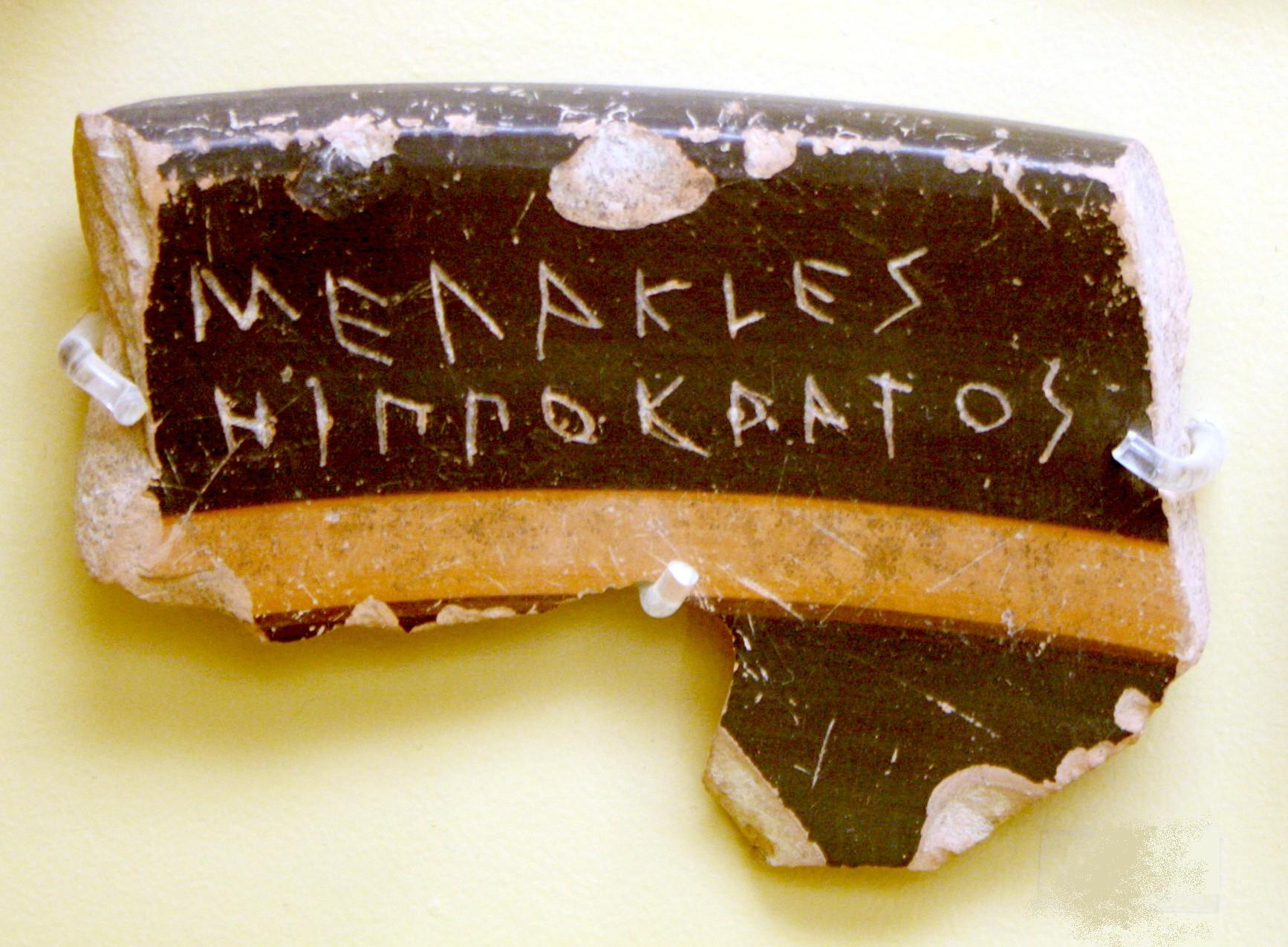
Óstraco ateniense com o nome de Mégacles, condenado ao ostracismo em 486/7 a.C.
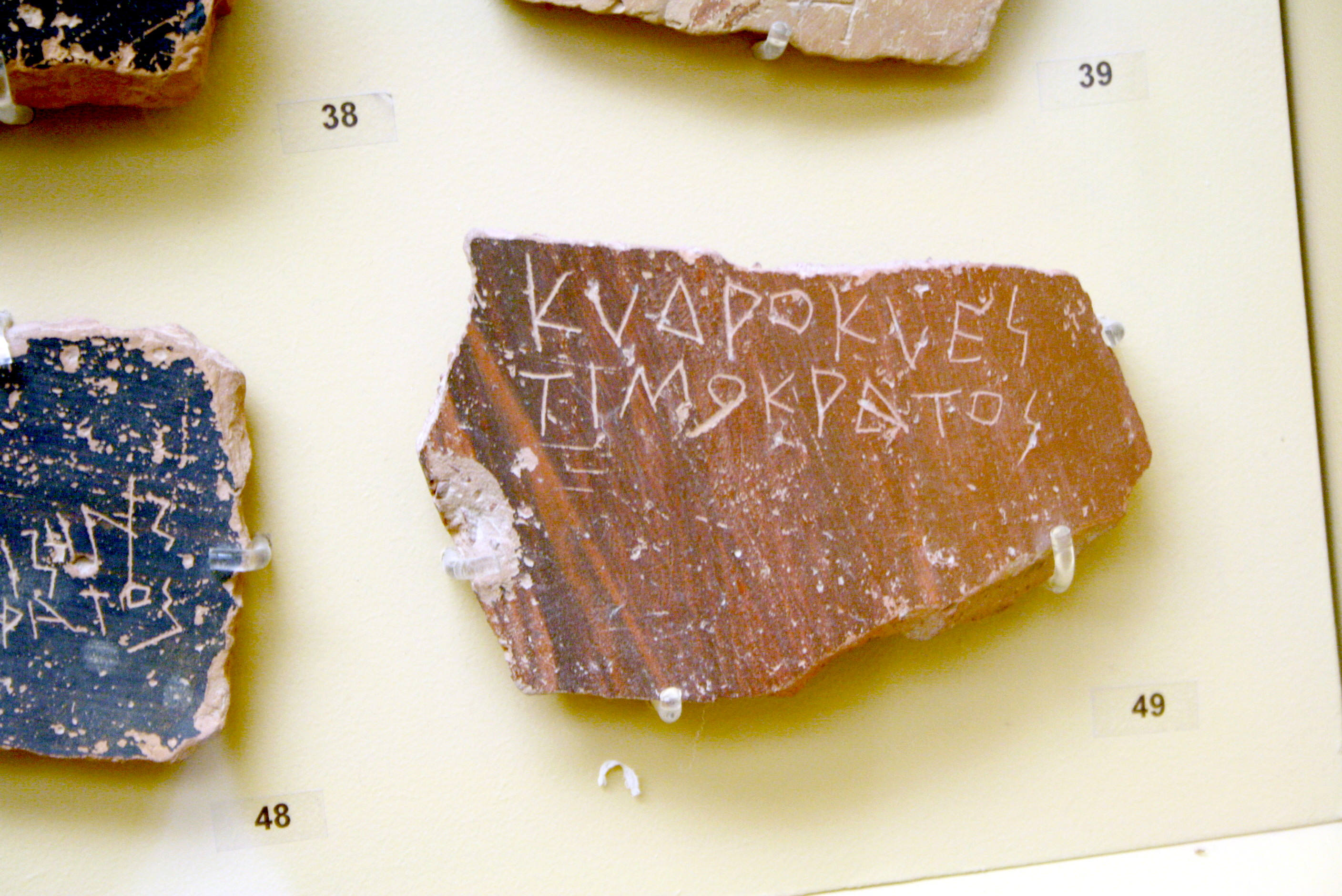
Óstraco ateniense com o nome de Caidrocles, condenado ao ostracismo em 480/90 a.C.
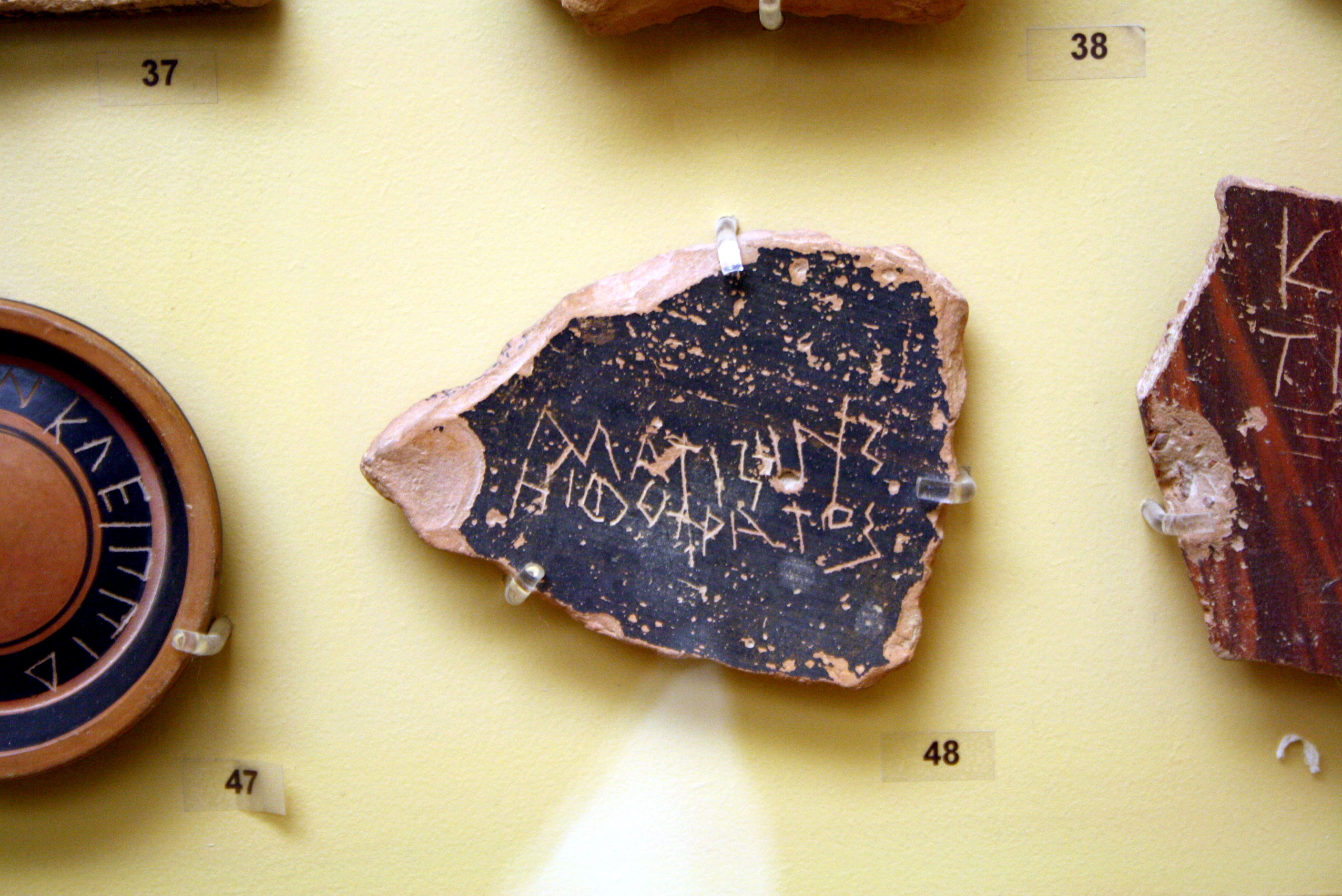
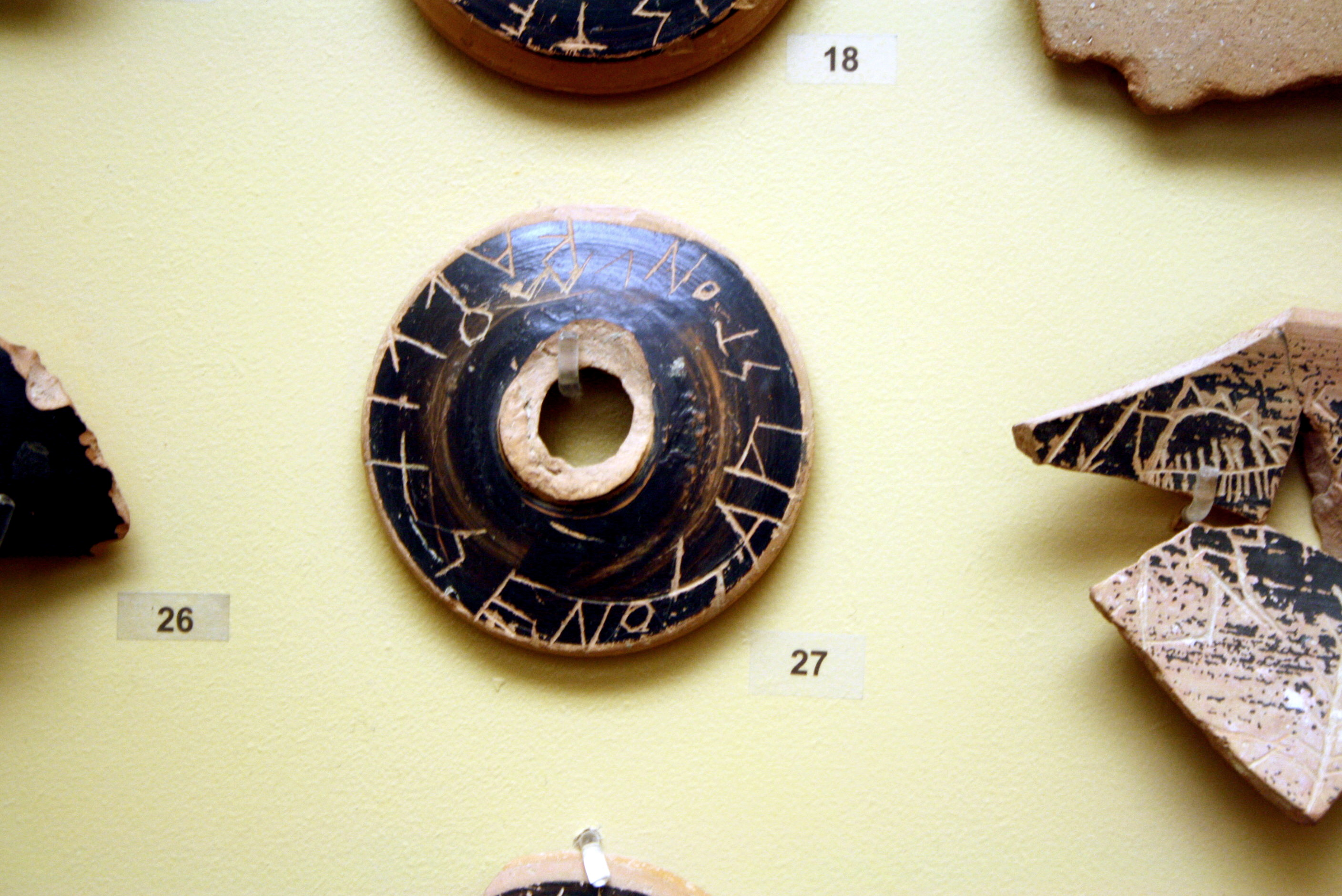
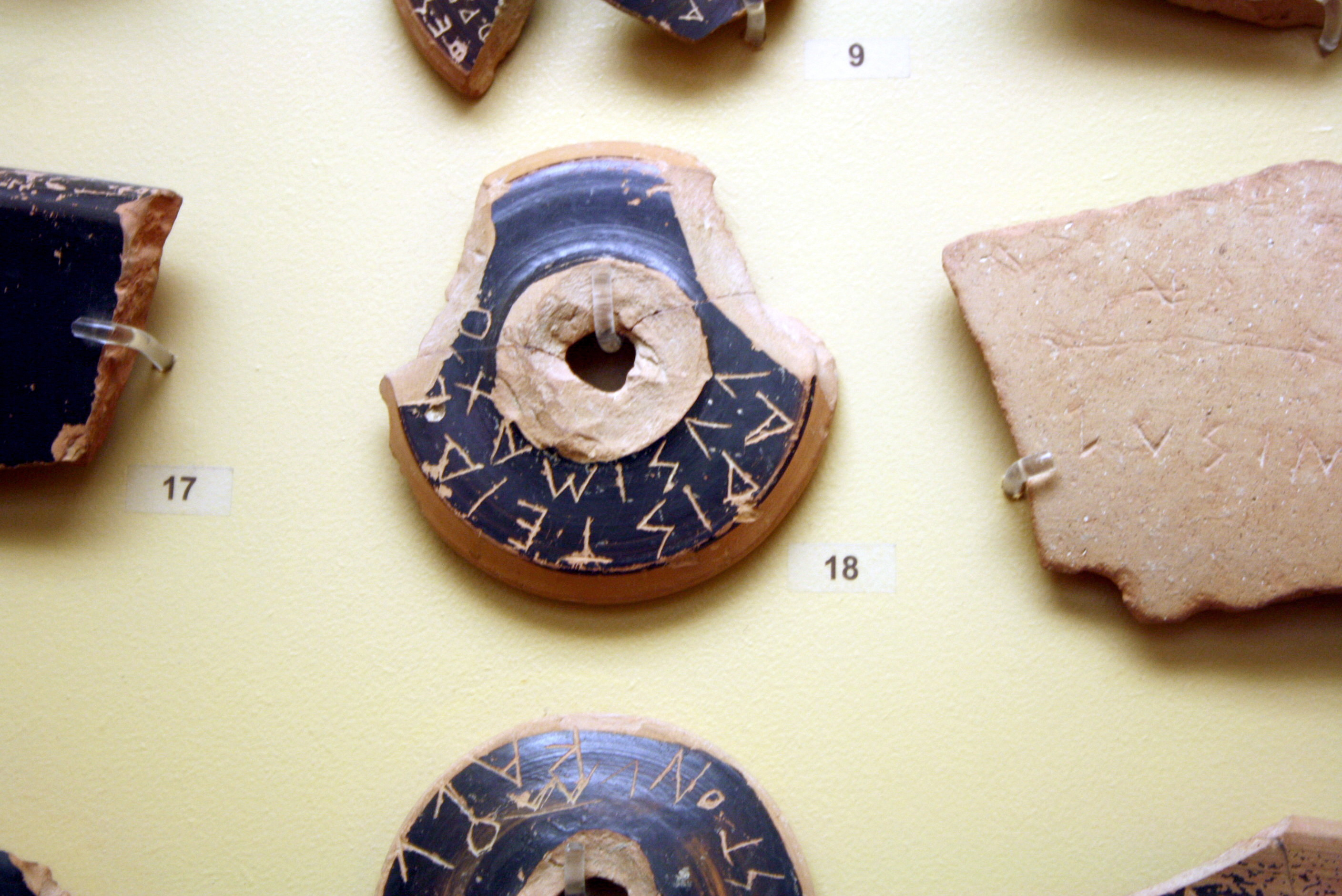